# Raionul Căușeni
Raionul Căușeni är ett distrikt i Moldavien. Det ligger i den sydöstra delen av landet. Antalet invånare är 90 369. Arean är 1 163 kvadratkilometer. Raionul Căuşeni gränsar till Odessa oblast.
Terrängen i Raionul Căuşeni är varierad.
Följande samhällen finns i Raionul Căuşeni:
- Căușeni
- Chiţcani